# Nicolas Eiter
Nicolas Eiter (* 4. Februar 1996 in Ibbenbüren) ist ein deutscher Fußballspieler, welcher meist in der Innenverteidigung aufgeboten wird. Seit 2017 steht er beim TuS Bersenbrück unter Vertrag.

## Karriere
Eiter begann seine Karriere bei der Ibbenbürener Spvg und wechselte im Jahre 2012 zum VfL Osnabrück. Im Jahr 2014 stieg Eiter in die zweite Mannschaft des VfL Osnabrück auf, wurde aber auch weiterhin in der U-19-Mannschaft eingesetzt. In der Oberliga Niedersachsen debütierte er am 3. August 2014 unter Trainer Alexander Ukrow beim 3:2-Sieg gegen den 1. FC Germania Egestorf/Langreder. In der gleichen Saison wurde er auch von Maik Walpurgis in der ersten Mannschaft berücksichtigt und kam am 18. Februar 2015 zu seinem Debüt in der 3. Liga bei der 0:4-Niederlage gegen Arminia Bielefeld. Er wurde in der 52. Minute für David Pisot eingewechselt.
Zur Saison 2016/17 wechselte Eiter zum VfB Oldenburg.